# Tossal de les Torretes
El Tossal de les Torretes és una muntanya de 1.676 metres que es troba entre els municipis de Vilanova de Meià, a la comarca de la Noguera i de Llimiana, a la comarca del Pallars Jussà.

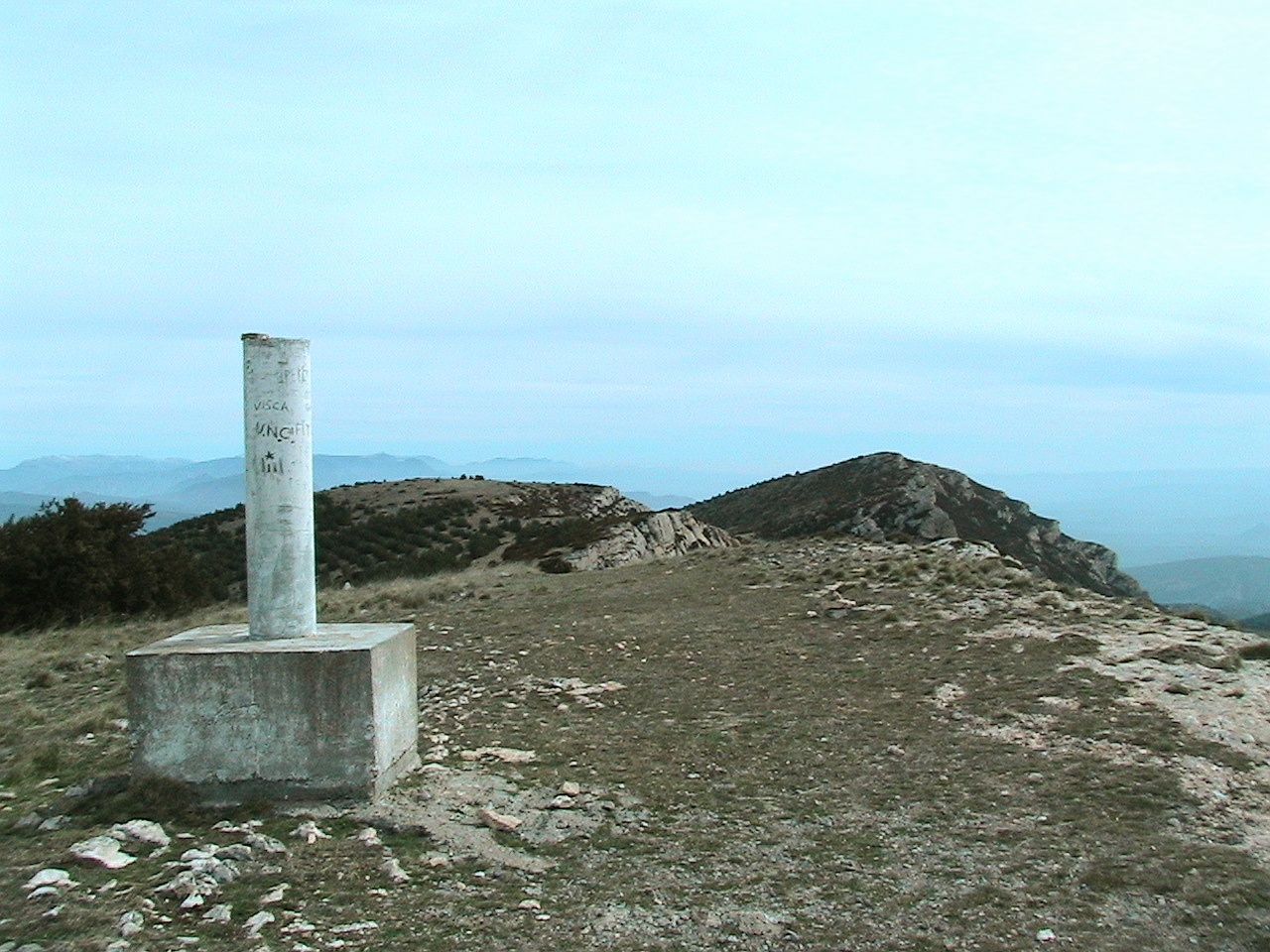
Vèrtex geodèsic al Tossal de les Torretes

Al cim podem trobar-hi un vèrtex geodèsic (referència 260095001).